# Rudy Boschwitz
Rudy Boschwitz (Berlin, 1930. november 7. –) az Amerikai Egyesült Államok szenátora (Minnesota, 1979–1991).